# تدلي (ثدي)
تدلي الثدي هو ترهل الثدي وتدليه من مكانه وهو نتيجة طبيعية للشيخوخة. تختلفُ نسبة التدلّي من سيدة لإخرى؛ حيثُ يعتمد ذلك على العديد من العوامل. بشكل عام هناكَ بعض العوامل الرئيسية المؤثرة في ثدلي الثدي ويُمكن حصرها في بعض النقط الرئيسية التي تتمثلُ بالأساس في حياة المرأة وكميّة تدخينها للسجائر ثم ما قامت به بعد الحمل والولادة هذا فضلا عن علاقة جسمها بالجاذبية في ظل ارتفاع مؤشر كتلة الجسم في بعض الفترات. هناك أيضًا عوامل أخرى تُعتبر ثانوية وهي حجم حمالة الصدر وليونتها. قد تُواجه النساء مشكلة تدلي الثدي بعد فترة انقطاع الطمث أو تلك السيدات التي تشكو من متلازمة ما -مثل متلازمة إهلرز-دانلوس- وذلك بسبب فقدان مرونة الجلد في هذه الحالة. تعتقدُ عديد النساء بل والمهنيين أيضًا أنّ الرضاعة الطبيعية تزيد من ترهل الثدي وبالتالي تساهمٌ في تدليه في فترة من الفترات؛ هناك أيضًا من يعتقدن أنّ ارتداء حمالة صدر مناسبة سيمنع الترهل لكن هذا ليس صحيحًا في غالب الأحيان. يُصنّفُ جراحي التجميل درجة التدلي من خلال القيام بتقييم بسيط يشملُ الحلمة ومركز تموضعها على الثدي. في مرحلة تدلي الثدي؛ تكون الحلمتان في النصف الأسفل للثدي لا في وسطه كما هي الحالة في سن المراهقة والشباب.

## هيكل الثدي
منَ الناحية التشريحية فثدي الأنثى لا يحتوي على أي عضلات لكنه يتكوّنُ في المقابل من مجموعة من الأنسجة الغددية الليّنة وهي الغدد الثديية فضلا عن قنوات الحليب ثم بعض الأنسجة الدهنية وأربطة كوبر. تبقى الغدد الثديية ثابتة نسبيا طوال الحياة إلا أنّ الأنسجة الدهنية وهي تلك التي تُحيط بالغدد الثديية تتغير وتختلف مما يتسبب في تغيّرُ حجم الثدي في كل فترة من الفترات. على الرغم من أن الآليات الدقيقة التي تحدد شكل الثدي وحجمه معروفة  إلا أنّ كمية وتوزيع الأنسجة الدهنية وبدرجة أقل في الأنسجة الثديية تُسبب الاختلافات في حجم الثدي، شكله وفاعليته. تُوّفر أربطة كوبر الحد الأدنى من النسيج الضام الذي يدعم الثديين.

## الأسباب
واجهَ جرّاح التجميل براين رينكر -الذي أسّس معهدًا بحثيًا لهذا الغرض- من جامعة كنتاكي العديد من النساء اللاتي عانينَ منَ ترهل الثدي. حسب رينكر نفسه؛ فإن غالبيّة النساء في الولايات المتحدة تعتقدُ أن الرضاعة الطبيعية هيَ من تسببت لهن في هذا وهو نفس الاعتقاد السائد لدى مجموعة من المهنيين. قام براين رفقة عددٍ من الباحثين بالتعمقُ في دراسة هذا المرض ومعرفة كل ما يُحيط به وذلك في الفترة الممتدة ما بين عام 1998 وحتّى عام 2006 حيث أجرى الفريق الحثي مقابلات مع 132 سيّدة كنّ يسعينَ للقيام بعملية تكبير الثدي أو رفعه. عمل فريق رينكر على دراسة التاريخ الطبي لكل سيدة هذا فضلا عن مؤشر كتلة الجسم، عدد مرات الحمل ثمّ حالة التدخين. قُدّمت نتائج الدراسة في مؤتمر الجمعية الأمريكية لجراحي التجميل.

### العوامل الرئيسية
حسبَ ما هو معروف لدى المراكز البحثية المتخصصة في هذا الشأن فإن هناك بعض العوامل الرئيسية المعدودة والتي تتسب أو على الأقل تلعبُ دورًا مهمًا في ترهل وتدلي الثدي وهي تدخين السيّدة للسجائر من عدمها. في السياق ذاته فإنّ التدخين يتسببُ في انهيار بروتين في الجلد يُسمّى الإيلاستين وهو البروتين الذي يُعطي الجلد مرونةً ومظهرًا جميلًا. هناك كذلك قضيّة الحمل؛ فمعَ كلّ ولادة يزدادُ ترهل ثدي السيدة؛ حيثُ تتأثر بالسنّ وزيادة الوزن مما يُمكّنُ الجاذبية من محاولة جلب باقي أعضاء الجسم في كل مرّة. هناكَ سبب رئيسي آخر يتمثلُ بالأساس في فقدان أو اكتساب الوزن دُفعة واحدة (فقدان أو اكتساب حوالي 50 رطل (23 كـغ) في مدّة قصيرة). هذا بالإضافة إلى عوامل أخرى مهمة مثل مؤشر كتلة الجسم وطريقة ارتداء حمّالات الصدر.

### عامل الرضاعة الطبيعية
حسبَ دِراسة بحثية قامَ بها معهد رينكر فإنّ 55% ممن شملتهن الدراسة أفدنَ بحُدوث تغيير في شكل الثدي بعد الحمل. ولهذا تعتقدُ العديد من النساء عن طريق الخطأ أنه ترهل الثدي وكل التغييرات التي تشملهُ هي بسببِ الرضاعة الطبيعية. نتيجة لذلك؛ تتردّدُ بعض النساء في إرضاع أطفالهن مخافة وخشية من ترهل وتدلي ثديهن في وقت لاحق. تُظهر الأبحاث أن لا علاقة للرضاعة الطبيعية بما يحصلُ للثدي عندَ التقدم في العمر؛ حيثُ خلصَ معهد رينكر إلى أن على «الأمهات الحوامل الاطمئنان لقضيّة الرضاعة الطبيعية فهي لا تؤثر على مظهر الثدي.»

### تأثير الحركة
عندَ الحركة؛ يتحرك الثدي في ثلاث اتجاهات: أفقي-عمودي، على اليمين ثم على اليسار. إنّ ممارسة الرياضة قد يُسهم مع الوقت في تراجع حركة الثدي وبالتالي التقليل من ترهله. كشفت بعضُ الدراسات أن حركة المرأة أو ممارستها للرياضة يتسببُ في تحرك الثدي بنسبة 50% كحركة رأسية، 22% إلى اليسار أو 27% إلى اليمين والعكس صحيح. حسبَ دراسة أخرى أُجريت عام 2007 فإن ارتداء حمالات الصدر الرياضية قد تكونُ أكثر فعالية من حمالات الصدر التي تضغط على الثدي دون شلّ كامل لحركته.

## تأثيرات أخرى

### تأثير الحمل
خلال فترة الحمل؛ يُنتجُ المبيضين والمشيمة هرمون الإستروجين والبروجسترون. تُحفّزُ هذه الهرمونات الفصوص في الغدد الثديية مما يلعبُ دورًا مهمًا في تطوير الثدي. قد تُعاني النساء اللاتي يحملن عديد المرّات من ترهل في الثدي وذلك بسبب تغيّر حجمه أثناء الحمل المتكرر كما أن تكدس الغدد الثديية واحتقانها بالحليبِ في كل مرة يتسببُ في فقدان الوزن واكتسابه مع كل حمل. بالإضافة إلى ذلك؛ عند توقف إنتاج الحليب -مثل حالة الفطام- فإنّ حجمَ الغدد الثديية يقلّ تدريجيًا مما يسهم في ترهل الثدي.

### النساء في منتصف العمر
تتعرضُ النساء في منتصف العمر لتدلي الثدي بسبب مزيج من العوامل. يحدث تغيير على مستوى الهرمونات بعد الولادة مما يتسببُ في ضمور الغدد الحليبية في بعض الحالات. يُمكن أن تمدّدَ أنسجة الثدي والأربطة في حالة ما كانت المرأة بدينة أو اكتسبت الكثير من الوزن في فترة زمنية قصيرة. إن اجتماع كل هذه العوامل عادة ما يتسبب في تدلي الثدي أو بروزه للأمام.

### النساء بعد انقطاع الطمث
في مرحلة ما بعد انقطاع الطمث لدى النساء؛ يتفاقمُ ضمور الثدي بسبب عدم مرونة الجلد. وهذا يرجع بالأساس إلى انخفاض في هرمون الإستروجين الذي يؤثر سلبًا على جميع أنسجة الجسم بما في ذلك أنسجة الثدي. إن فقدان هرمون الإستروجين يُقلل من حجم الثدي ومن درجة امتلائه لذلك فهو ضروري من أجل الحفاظ على البروتين الليفي الكولاجين الذي يُعزّز من النسيج الضام.

### نطاق التدلي

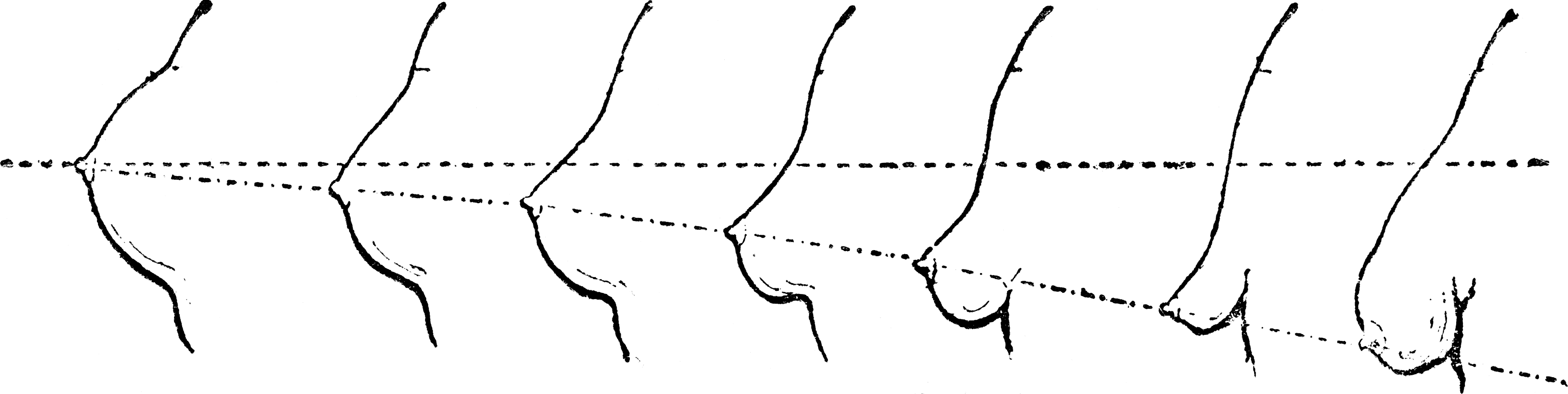
مراحل تدلي ثدي الأنثى

يصفُ جراحي التجميل درجة ترهل الثدي باستخدام طريقة تُعرف باسم حجم الترهل وذلك كما هو موضحٌ في الجدول أدناه:
- الصف الأول: تدلي معتدل— هو التدلي الذي يحصلُ على مستوى الثدي دونَ التأثير على الحلمة.
- الصف الثاني: تدلي متوسط— في هذه الحالة تتأثرُ أنسجة الثدي وبالتالي يتدلى الثدي ويظهرُ بعض الفرق كذلك على مركز تموضع الحلمة.
- الصف الثالث: تدلي متقدم— يسقط الثدي نحو الأسفل بدرجة كبيرة وتتبعهُ الحلمة في ذلك حيث تختفي تدريجيًا وتُغادر موقعها في الوسط.[14]

## علاقة حمالات الصدر بالتدلي

### حمالات الصدر لا تمنع التدلي
ذكرَ روبرت مانسيل أستاذ الجراحة في مستشفى جامعة ويلز بكارديف أن «حمالات الصدر لا تمنع من ترهل الثديين لأن امتداد أربطة الثدي وتدليه سيحصلُ في وقت لاحق من الحياة ... التدلي يحدثُ بشكل منتظم جدا على أية حال ولا علاقة له لا بالوزن ولا بارتداء حمالات الصدر من عدمها.» يتفقُ جون ديكسي الرئيس التنفيذي لشركة بلاي تيكس مع مانسيل بالقول: «ليس لدينا أي أدلة طبية تؤكد على أنّ ارتداء حمالة الصدر يمكن أن تمنع الترهل وذلك لأن الثدي في حد ذاته لا يتوفر على عضلات قادِرة على منع هذا.»

### مشد الصدر
توصلت دراستين صغيرتين إلى أن ارتداء حمالة الصدر قد يكون لهُ تأثير سلبي على ترهل الثديين. وجدت دراسة يابانية تمّت على 11 سيدة ارتدت حمالة الصدر لمدة ثلاثة أشهر مُتتالية أن هناك زيادة أو نُقصان في نسبة الترهل لكن التأثير كان أكثر وضوحا في صدور النساء السمينات، لكن وفي المقابل فقد حصل بعض التحسن بعد تغيير نموذج ونوع الصديرية.

## العلاج الطبي
تخضعُ بعض النساء لجراحات تجميلية وذلك بهدف التقليل من ترهل الثدي. حينها يقترحُ جراح التجميل العديد من الإجراءات من أجل رفع الثدي المترهل. تُعرف جراحة تصحيح حجم ورفع الثدي المترهل بتثبيت الثدي. يُمكن لنساء أخريات اختيار عمليّة زرع الثدي أو قد تخضع لكل الإجراءات لكن هذا نادرًا ما يتم اختياره. إن الشد الجِراحي للثدي يساهم في رفع النسيج الحشوي كما يعيد حجم الثدي لسابق عهده هذا فضلا عن إعادة تمركز الحلمة في الوسط. في حالة ما كان الترهل موجودًا وفضلت السيدة عدم الخضوع للعملية الجراحية لسبب من الأسباب فإن الحلّ هنا هو ملء جلد الثدي والأنسجة. في مثل هذه الحالات؛ تظهر عملية الزرع على الصدر على عكس العملية الجراحية التي تجعلُ الثدي طبيعيًا.